# О’Каллагэн, Хавьер
Хавьер О'Каллагэн Феррер (исп. Xavier O’Callaghan Ferrer, родился 2 марта 1972 года в Барселоне) — испанский гандболист, выступавший за «Барселону» на всех уровнях с 1986 по 2005 годы. Бронзовый призёр Олимпийских игр 2000 года. В составе «Барселоны» завоевал 55 клубных титулов. С 2010 года во дворце спорта Блауграна в зале славы находится его футболка под номером 4.

## Достижения

### Клубные
- Чемпион Испании: 1990/91, 1991/92, 1995/96, 1996/97, 1997/98, 1998/99, 1999/2000, 2002/03
- Победитель Кубка Короля: 1992/93, 1993/94, 1996/97, 1997/98, 1999/2000, 2003/04
- Победитель Кубка ASOBAL: 1994/95, 1995/96, 1999/2000, 2000/01, 2001/02
- Победитель Суперкубка Испании: 1990/91, 1991/92, 1993/94, 1996/97, 1997/98, 1999/2000, 2000/01, 2003/04
- Чемпион Каталонии: 1990/91, 1991/92, 1992/93, 1993/94, 1994/95, 1996/97
- Чемпион Пиренейской лиги: 1997, 1998, 1999, 2000, 2001, 2003, 2005
- Победитель Лиги чемпионов ЕГФ: 1990/91, 1995/96, 1996/97, 1997/98, 1998/99, 1999/2000, 2004/05
- Победитель Кубка ЕГФ: 2002/03
- Победитель Кубка кубков: 1993/94, 1994/95
- Победитель Трофея чемпионов ЕГФ: 1996, 1998, 1999, 2003, 2004

### В сборной
- Бронзовый призёр Олимпийских игр: 2000